# Gaillan-en-Médoc
Gaillan-en-Médoc é uma comuna francesa na região administrativa da Nova Aquitânia, no departamento da Gironda. Estende-se por uma área de 42,21 km². Em 2010 a comuna tinha 2 376 habitantes (densidade: 56,3 hab./km²).